# Liste der Naturschutzgebiete in Monschau
Laut Auskunft der Nationalparkverwaltung bestehen die im Nationalpark Eifel liegenden Naturschutzgebiete weiterhin als rechtskräftige Gebiete. Der Nationalpark mit seinen Regelungen der Nationalpark-Verordnung ist übergelagert. Inhaltlich widersprechen sich Naturschutzgebietsregelungen wie Schutzzwecke, -ziele und Ge-/ Verbote nicht mit den Festsetzungen des Nationalparks.

## Liste
| Schlüsselnr. | Gemeinde | Gebietsname                                                                                     | Fläche in ha |
| ------------ | -------- | ----------------------------------------------------------------------------------------------- | ------------ |
| ACK-002      | Monschau | Oberes Rurtal mit den Felsbildungen der Ehrensteinley                                           | 163,2169     |
| ACK-004      | Monschau | Perlenbach-Fuhrtsbachtal-Talsystem                                                              | 339,5186     |
| ACK-006      | Monschau | Naturschutzgebiet Bachtäler im Truppenübungsplatz Vogelsang                                     | 138,2812     |
| ACK-044      | Monschau | Ermesbachtal                                                                                    | 17,1545      |
| ACK-045      | Monschau | Vennhochfläche bei Mützenich                                                                    | 33,5811      |
| ACK-046      | Monschau | Klüserbachtal und Schwarzbachtal                                                                | 11,5485      |
| ACK-047      | Monschau | Breitenbachtal                                                                                  | 13,7820      |
| ACK-048      | Monschau | Kleines Laufenbachtal                                                                           | 12,7875      |
| ACK-049      | Monschau | Unteres Perlenbachtal mit den Felsbildungen der Teufelsley, Engelsley, Bromelsley und Pferdeley | 59,9979      |
| ACK-050      | Monschau | Feuerbach-Laufenbachtal                                                                         | 64,3758      |
| ACK-051      | Monschau | Mittleres Rurtal mit den Felsbildungen der Perdsley und Wiselsley                               | 133,9179     |
| ACK-052      | Monschau | Kluckbachtal                                                                                    | 113,2809     |
| ACK-053      | Monschau | Brückborn/Kranzbruch                                                                            | 43,9245      |
| ACK-054      | Monschau | Belgenbachtal                                                                                   | 24,4127      |
| ACK-055      | Monschau | Holderbachtal, Dürholderbachtal                                                                 | 187,6539     |
| ACK-056      | Monschau | Riffelsbachtal                                                                                  | 35,9532      |
| ACK-057      | Monschau | Püngelbachtal                                                                                   | 13,6588      |
| ACK-058      | Monschau | Wüstebachtal                                                                                    | 83,3552      |
| ACK-059      | Monschau | Buchenwald am Letgenbruch                                                                       | 6,5989       |
| ACK-060      | Monschau | Brettner Hof                                                                                    | 15,7816      |
| ACK-061      | Monschau | Kalltal                                                                                         | 54,3251      |